# Megaselia xanthophila
Megaselia xanthophila is een vliegensoort uit de familie van de bochelvliegen (Phoridae). De wetenschappelijke naam van de soort is voor het eerst geldig gepubliceerd in 2001 door Buck.